# Ксерсес Луї
Ксерсес Луї (фр. Xercès Louis, 30 жовтня 1926, Сент-Марі — 1 січня 1978, Алес) — французький футболіст, що грав на позиції захисника, зокрема, за клуби «Ліон» та «Ланс», а також національну збірну Франції. По завершенні ігрової кар'єри — тренер.

## Клубна кар'єра
У футболі дебютував 1945 року виступами за команду «Ліон», в якій провів чотири сезони. 
Своєю грою за цю команду привернув увагу представників тренерського штабу клубу «Ланс», до складу якого приєднався 1949 року. Відіграв за команду з Ланса наступні вісім сезонів своєї ігрової кар'єри. Більшість часу, проведеного у складі «Ланса», був основним гравцем захисту команди.
Завершив професійну ігрову кар'єру у клубі «Бордо», за команду якого виступав протягом 1957—1960 років.

## Виступи за збірну
1954 року дебютував в офіційних матчах у складі національної збірної Франції. Протягом кар'єри у національній команді провів у її формі 12 матчів.
Був присутній в заявці збірної на чемпіонаті світу 1954 року у Швейцарії, але на поле не виходив. 

## Кар'єра тренера
Розпочав тренерську кар'єру невдовзі по завершенні кар'єри гравця, 1961 року, очоливши тренерський штаб клубу «Монтелімар».
Останнім місцем тренерської роботи був клуб «Сет», головним тренером команди якого Ксерсес Луї був з 1972 по 1974 рік.
Помер 1 січня 1978 року на 52-му році життя.